# Racine aérienne

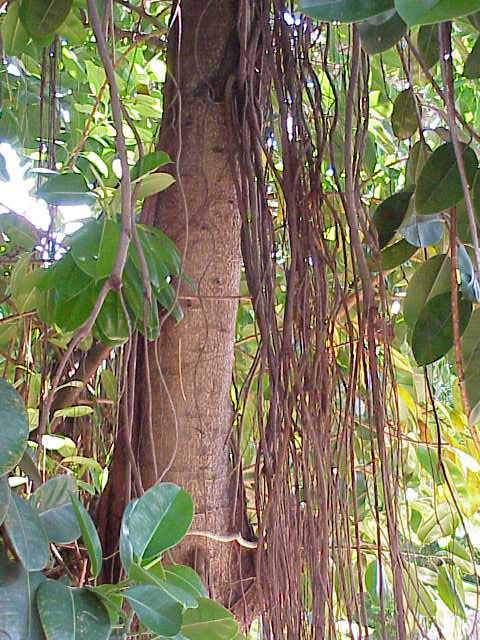
Racines aériennes de Ficus elastica

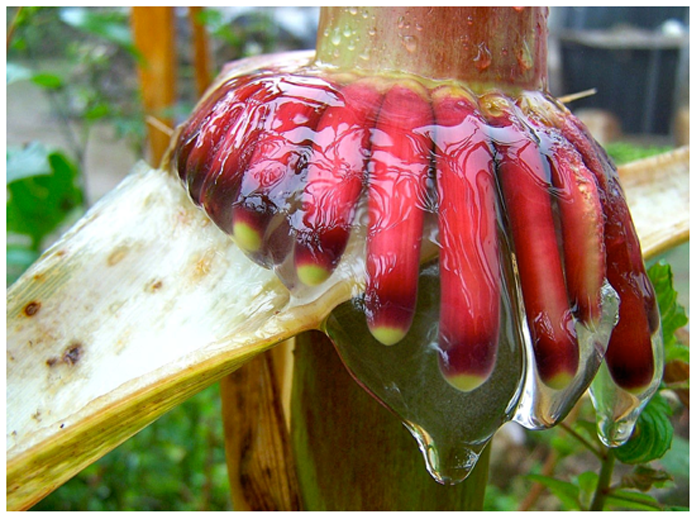
Une vieille variété de maïs, cultivée dans des régions montagneuses de la Sierra Mixe dans le sud du Mexique, possède des racines aériennes dont les exsudats mucilagineux favorisent le développement de bactéries diazotrophes qui permettent à la plante de tirer de 29 à 82 % de son azote de l'air ambiant grâce à cette association symbiotique (taux d'azote fixé que seules les Légumineuses peuvent atteindre).

Les racines aériennes sont des racines qui sont, en totalité ou en partie, au-dessus du sol.
On les trouve chez diverses espèces de plantes :
- les plantes épiphytes, c'est-à-dire celles qui poussent en utilisant une autre plante comme support sans toutefois la parasiter. Ce sont notamment les orchidées et certaines broméliacées comme les tillandsias.
- des plantes de marais tropicaux ou celles poussant dans les mangroves.
- certains arbres tropicaux tels que les banians et d'autres ficus.
- des arbres de la forêt pluviale tempérée tels que le pohutukawa (Metrosideros robusta) en Nouvelle-Zélande.
- des plantes grimpantes telles que le lierre ou le sumac grimpant, (Toxicodendron radicans)
- des plantes parasites comme le gui.

## Les divers types de racines aériennes
On observe un grand nombre de formes de racines aériennes.
La plupart sont à géotropisme positif (elles poussent de la plante vers le sol). Mais d'autres sont à géotropisme négatif (elles poussent vers le haut, par exemple à partir des racines).

### Racines aériennes comme moyen de fixation
Le lierre est une liane non parasite qui utilise de petites racines aériennes pour s'accrocher sur une plante support (telle qu'un arbre) ou des rochers, ou un mur. Ce sont les tiges qui donnent naissance aux racines aériennes qui s'accrochent au support par des ventouses.

### Racines aériennes des figuiers étrangleurs
Certains figuiers tropicaux sont dits "étrangleurs". Ils commencent par pousser en épiphyte dans la couronne d'un arbre hôte. Puis ils développent des racines aériennes vers le sol. Elles s'assemblent jusqu'à former un pseudo-tronc, recouvrir la plante hôte et la faire mourir.
Quand l'arbre hôte est mort, ses tissus finissent par disparaître et il laisse comme seule trace un immense creux au sein du figuier étrangleur. Ce creux est parfois si grand qu'un homme peut y tenir debout.

### Pneumatophores
Ce sont des excroissances aériennes des racines de certains arbres de zones humides (marais, marécage, mangrove, etc.). 
Elles se développent à partir des racines souterraines vers le haut à travers le sol et émergent de l'eau. Elles ressemblent souvent à des genoux.
Elles serviraient à apporter de l'oxygène aux racines immergées et à améliorer la fixation de l'arbre dans le sol instable et boueux du marais.
Le palétuvier noir (Avicennia germinans) se différencie des autres espèces de mangrove par ses pneumatophores. 

### Racines de typesuçoir
Chez une plante parasite telle que le gui, les racines aériennes commencent par se fixer à la plante hôte par l'intermédiaire d'un tissu végétal collant. Puis elles s'enfoncent dans les tissus de l'hôte.

### Racines propagatives
Certaines plantes se développent en émettant un stolon, c'est-à-dire une tige horizontale avec à son extrémité une petite plante totalement formée qui va s'enraciner. On arrive alors à un développement traçant de la plante.
C'est le cas de la fraise et du chlorophyte.
Enfin certaines plantes développent des petites racines aériennes à la base des nœuds d'extrémité. Si le nœud est sectionné par le vent ou un choc provoqué par un animal, il tombe et s'enracine d'autant plus facilement.
À l'extrême, ce sont de nombreuses plantules totalement formées qui se développent au bord des feuilles avec des petites racines aériennes. De plus en plus fragiles quand elles grandissent, elles tombent et s'enracinent très facilement.
Parmi ces espèces : Tolmiea menziesii et Kalanchoe daigremontiana, judicieusement appelée en anglais "Mother-of-thousands".

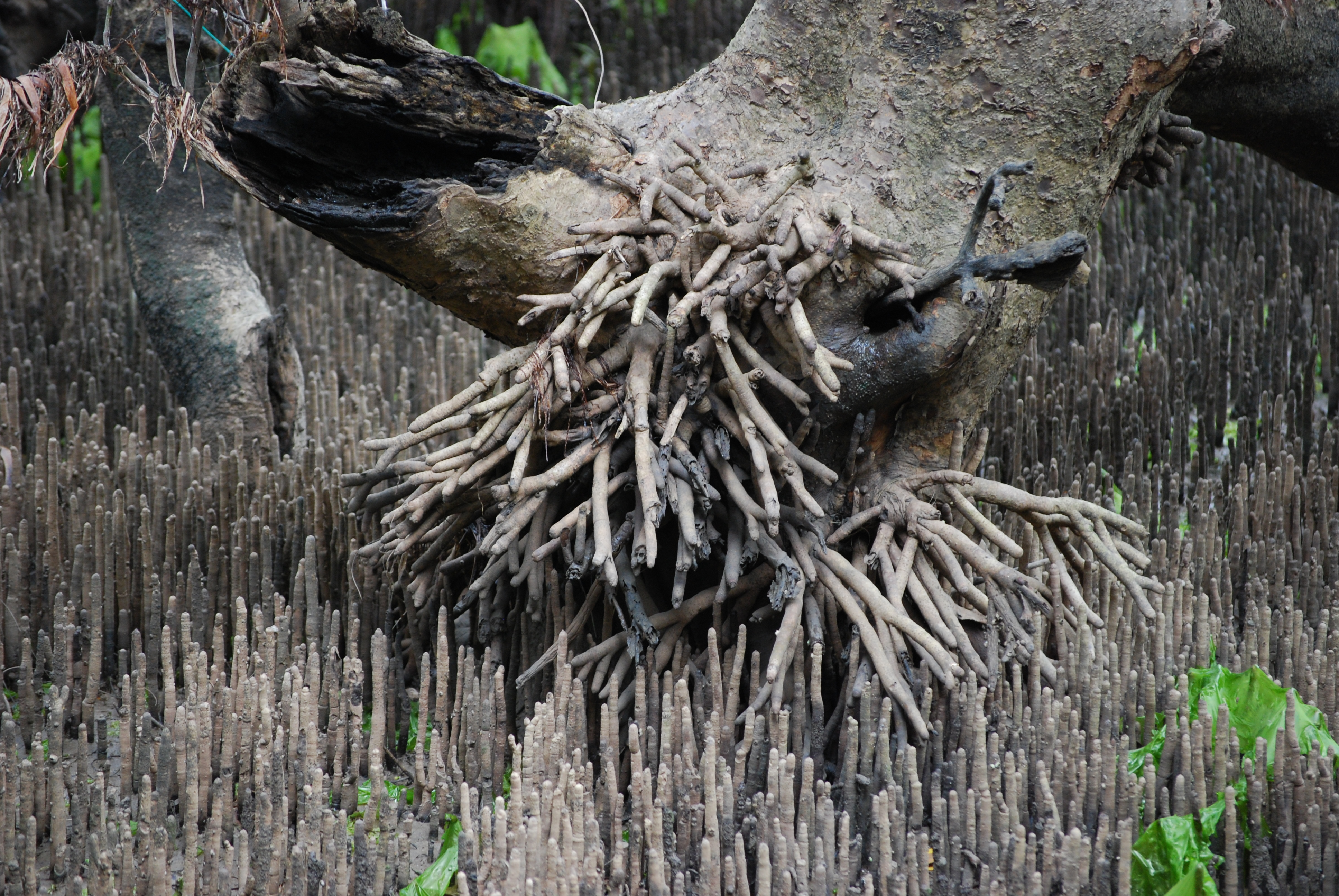
Racines aériennes de mangrove chez Avicennia marina
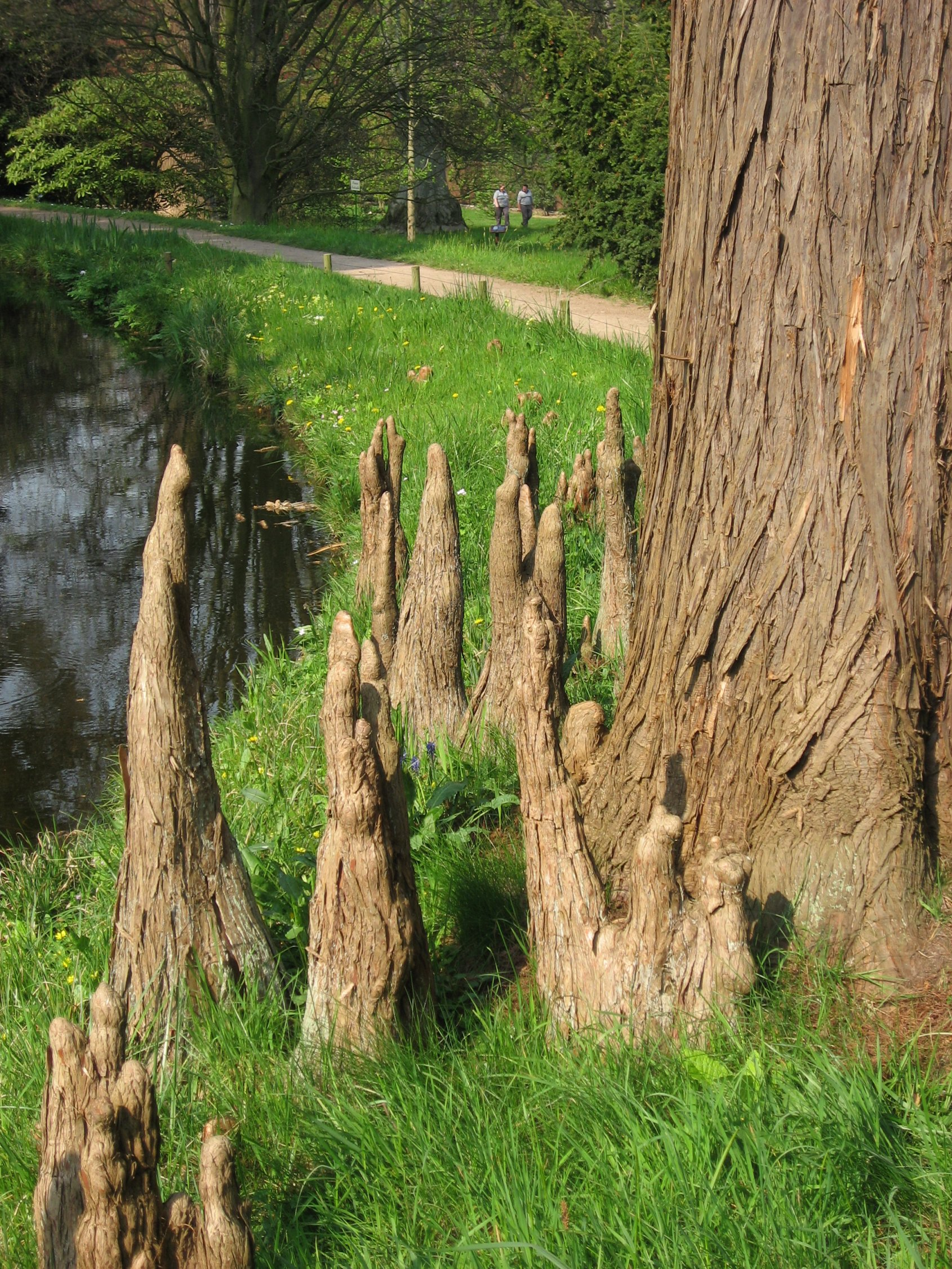
Pneumatophores d’un Taxodium ascendens 'Nutans' (ou Cyprès des étangs).
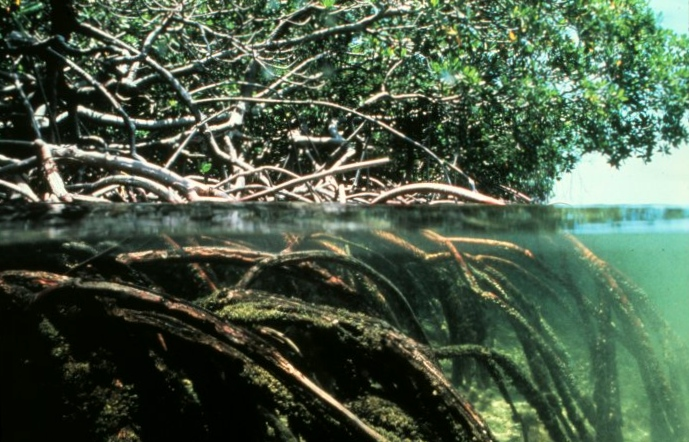
Vue sous marine et aérienne de mangrove.
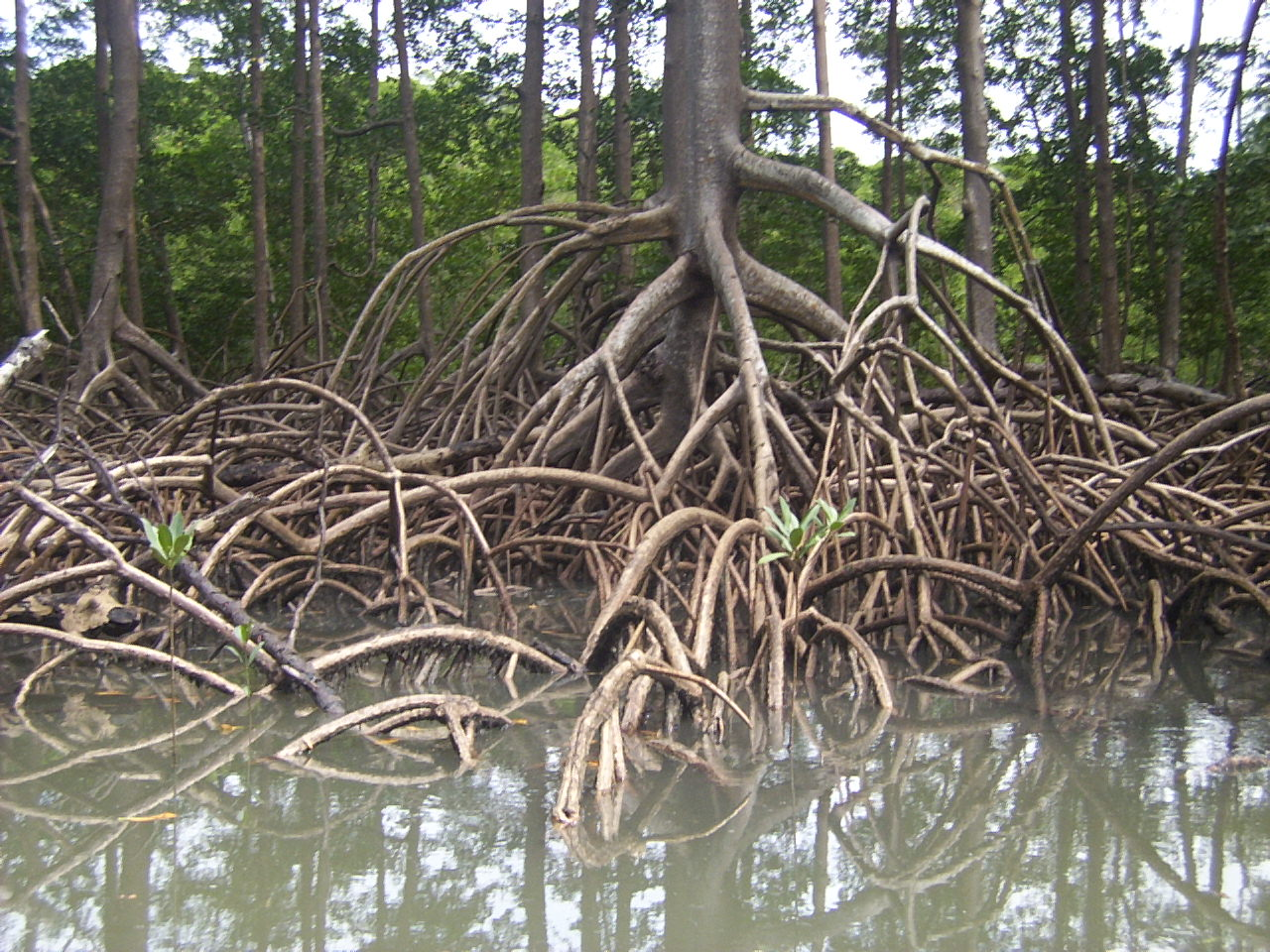
Racines dans la forêt pluviale amazonienne.
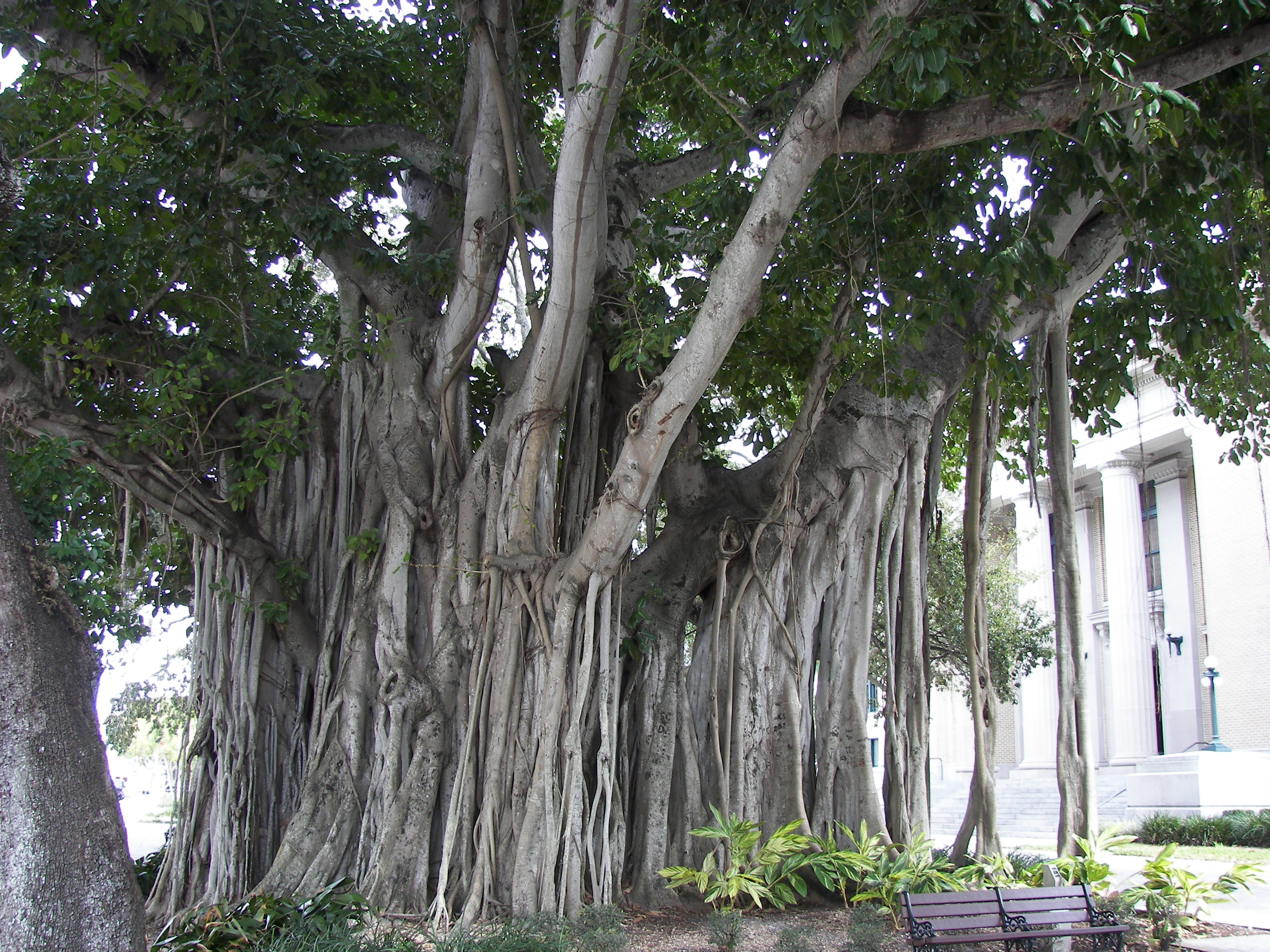
Banian du Pacifique à Old Lee County Courthouse (en) à Fort Myers, Floride.
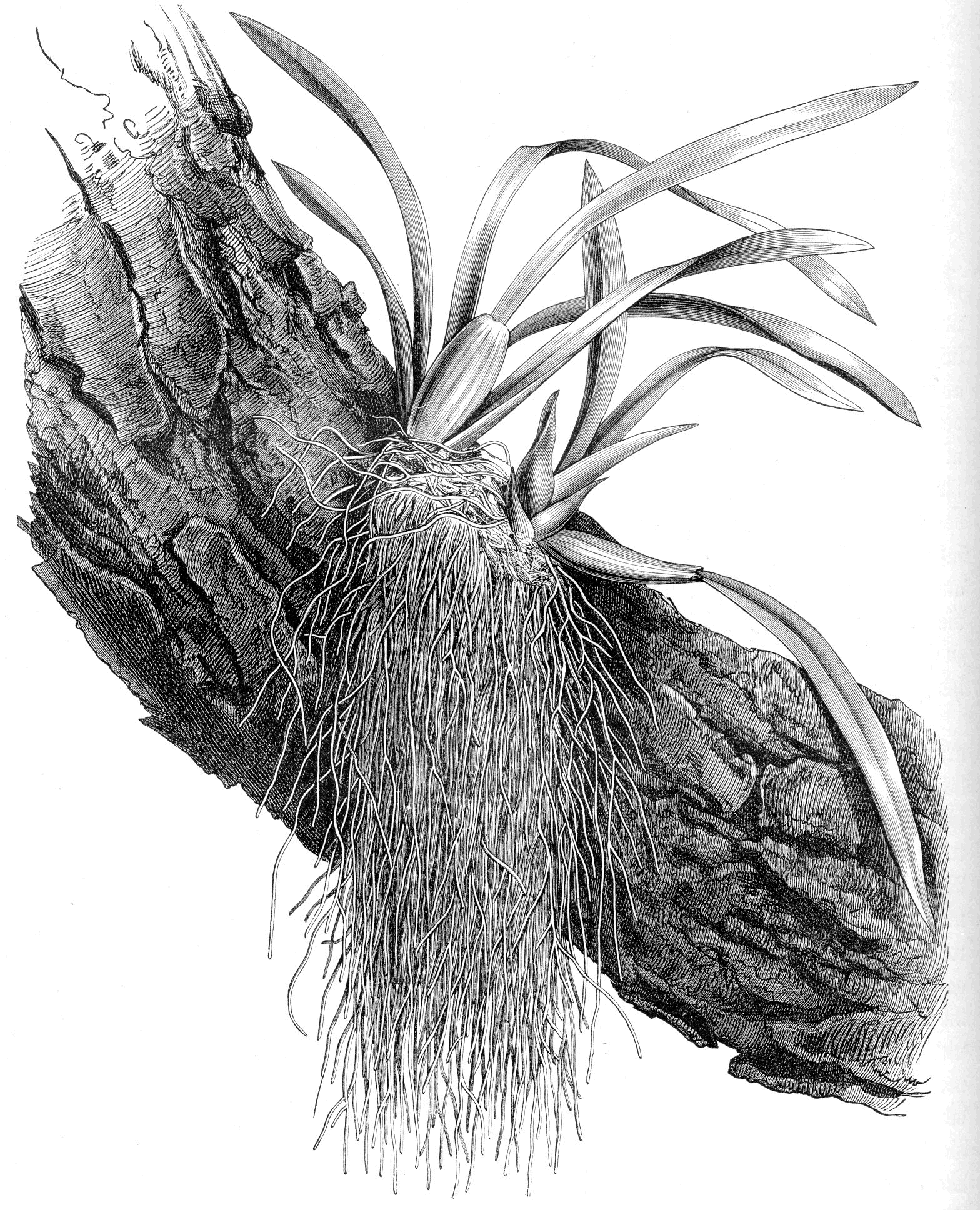
Orchidée avec racines aériennes apparentes.
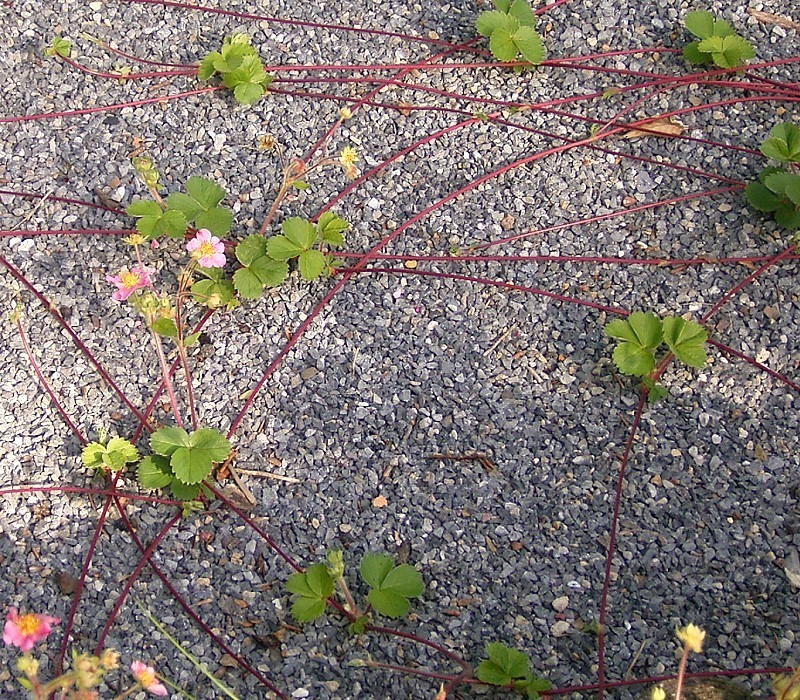
Stolons de fraisiers.
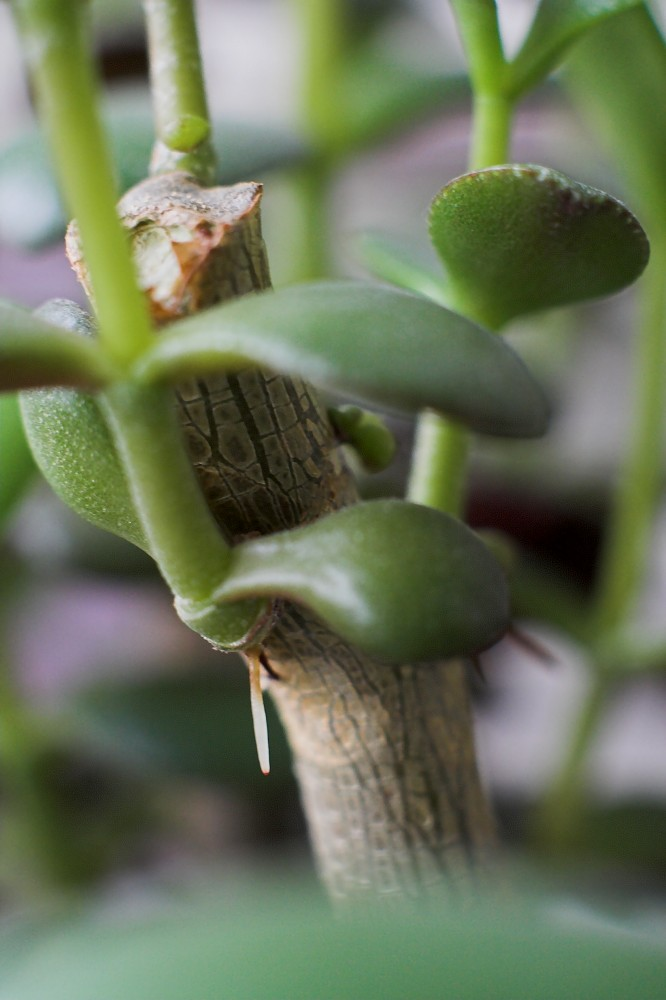
Jeunes racines aériennes sur Crassula ovata.
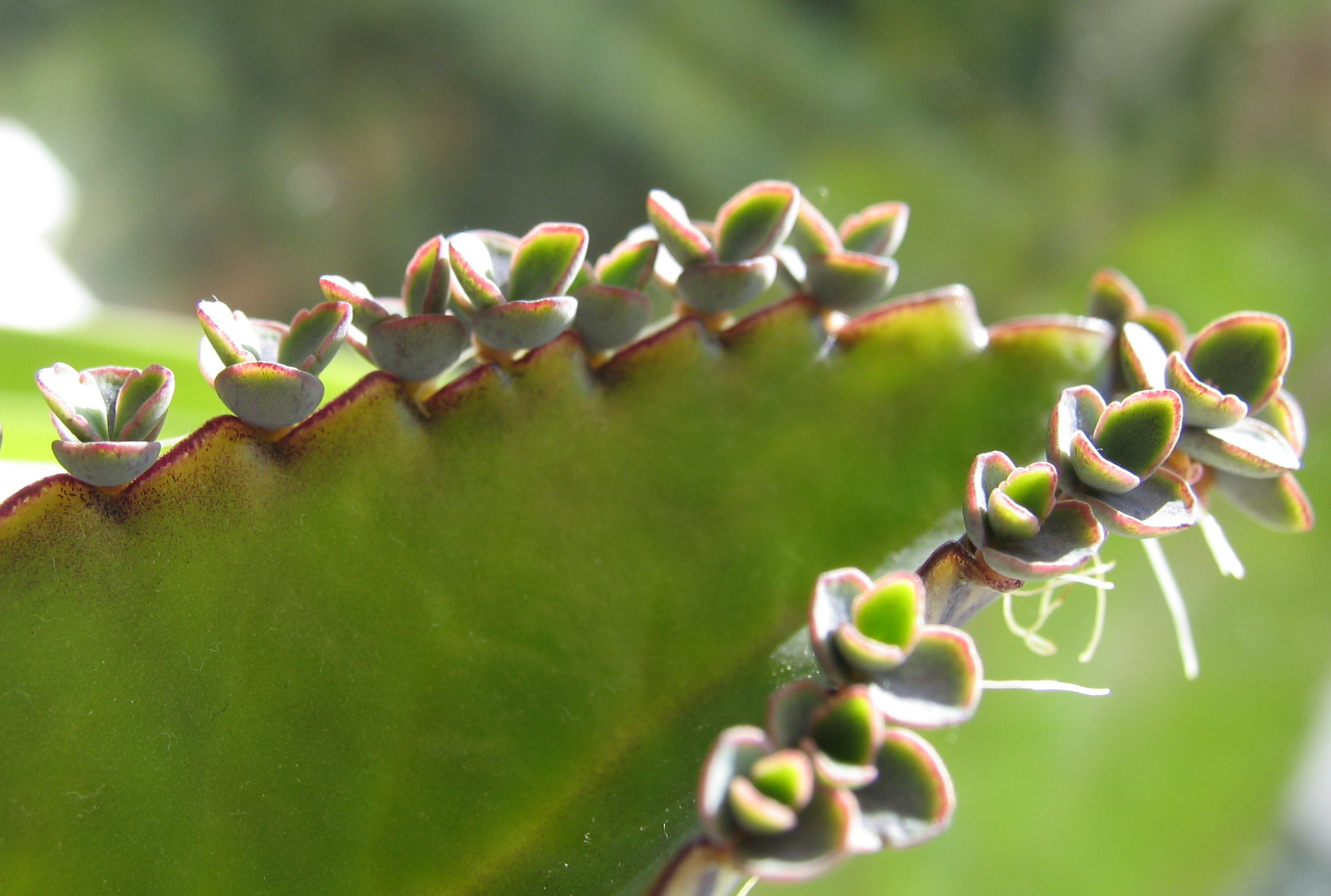
Plantules apparaissant au bord des feuilles de Kalanchoe daigremontiana.